# 함평해보중학교
함평해보중학교(咸平海保中學校)는 대한민국 전라남도 함평군 해보면 용산리에 있는 공립 중학교이다.

## 학교 연혁
- 1971년 1월 16일 : 함평해보중학교 설립인가 (9학급)
- 1971년 2월 2일 : 초대 유윤 교장 부임
- 1971년 3월 9일 : 개교
- 2025년 1월 7일 : 제52회 9명 졸업(총 4,671명 배출)
- 2025년 3월 1일 : 제21대 공문현 교장 부임

## 참고 자료
- 함평해보중학교 - 한국교육학술정보원 학교알리미